# طوم كيرنان
طوم كيرنان (بالإنجليزية: Tom Kiernan)‏ هو لاعب اتحاد الرغبي أيرلندي، ولد في 7 يناير 1939 في كورك في جمهورية أيرلندا.

## وصلات خارجية
- طوم كيرنان عل موقع إسبنسكروم (الإنجليزية)